# Молец (група)
„Молец“ е български музикален дует, създаден през 2020 година от Кристиян Макаров и Юлиян Славчев.
Името на групата идва и от идеята, че думата „молец“ означава и „молещ се човек“, което насочва и към споделената вяра на двамата членове - „Молец“ са протестанти и част от евангелската църква „Zoe“.
На годишните музикални награди на БГ Радио през 2023 година печели четири награди – „БГ дует“, „БГ дебют“, „БГ видеоклип“ (за „7 дни“ с автор Крис Захариев) и „БГ текст“ (за „7 дни“ с автор Крис Макаров и Юли Славчев).
През 2023 година групата издава сама първия си албум „Албум“. От август до ноември 2024 година провеждат поредица от няколко концерта - в Пловдив, Велико Търново, Варна и финал наречен "Последното” в „Арена 8888 София“, който е и най-големият им концерт до момента.

## Избрана дискография
- „Албум“ (албум, 2023)
- „Вчера“ (EP, 2024)